# هارولد هاوسر
هارولد هاوسر هو ضابط وسياسي أمريكي، ولد في 31 مارس 1897 في فورت فالي في الولايات المتحدة، وتوفي في 3 سبتمبر 1981 في مركز والتر ريد الطبي العسكري الوطني ‏ في الولايات المتحدة. انتخب حاكم ساموا الأمريكية ‏ (10 سبتمبر 1945 – 22 أبريل 1947).